# Rick Rossovich
Frederic Enrico Rossovich (Palo Alto, 28 agosto 1957) è un attore statunitense.

## Biografia
Fratello di Tim Rossovich, giocatore di football americano professionista nella National Football League e attore lui stesso, proviene da una famiglia di origini italiane: istriano il padre, toscana la madre. Rossovich è apparso in più di venti film nella sua carriera, tra i quali Strade di fuoco, Terminator, Top Gun, Roxanne e Navy Seals - Pagati per morire.
La sua carriera è costellata da moltissime partecipazioni televisive: tra le più note l'interpretazione del Dr. John "Tag" Taglieri in E.R. - Medici in prima linea nel 1994 e il Tenente Anthony Palermo nel telefilm Pacific Blue dal 1995 al 1998. Nel 1996 è apparso nel video musicale della cantante country Lorrie Morgan Watch Me nel ruolo di suo marito.
È sposato dal 1985 con la svedese Eva, da cui ha avuto due figli: Roy (1986) e Isabel (1991).

## Filmografia parziale

### Cinema
- Cavalli di razza (The Lords of Discipline), regia di Franc Roddam (1983)
- Un week end da leone (Losin' It), regia di Curtis Hanson (1983)
- Strade di fuoco (Streets of Fire), regia di Walter Hill (1984)
- Terminator (The Terminator), regia di James Cameron (1984)
- Allarme rosso (Warning Sign), regia di Hal Barwood (1985)
- Top Gun, regia di Tony Scott (1986)
- Eroi per un amico (Let's Get Harry), regia di Stuart Rosenberg (1986)
- Il mattino dopo (The Morning After), regia di Sidney Lumet (1986)
- Roxanne, regia di Fred Schepisi (1987)
- Cognac, regia di Slobodan Šijan (1988)
- Spellbinder, regia di Janet Greek (1988)
- Paint It Black - Quando il destino si tinge di nero (Paint It Black), regia di Tim Hunter e Roger Holzberg (1989)
- Navy Seals - Pagati per morire (Navy Seals), regia di Lewis Teague (1990)
- Cover Me, regia di Michael Schroeder (1995)
- Viaggio senza ritorno (Truth or Consequences, N.M.), regia di Kiefer Sutherland (1997)

### Televisione
- La famiglia Bradford (Eight Is Enough) – serie TV, episodio 5x15 (1981)
- Truck Driver (B.J. and the Bear) – serie TV, episodio 3x07 (1981)
- The Tom Green Show, 1 episodio (1994)
- Pacific Blue – serie TV, 57 episodi (1996-1998)
- La signora in giallo (Murder, She Wrote) – serie TV, episodio 12x21 (1996)
- Un trofeo per Justin (Miracle in Lane 2), regia di Greg Beeman – film TV (2000)

## Doppiatori italiani
- Antonio Sanna: Navy Seals - Pagati per morire
- Vittorio De Angelis in Top Gun
- Sandro Acerbo in Roxanne
- Marco Mete in Eroi per un amico
- Massimo Rinaldi in I racconti della Cripta